# Pieni-Marjo
Pieni-Marjo är en ö i Finland. Den ligger i sjön Enonvesi och i kommunen Nyslott i landskapet Södra Savolax, i den sydöstra delen av landet, 300 km nordost om huvudstaden Helsingfors. Öns area är 0,2 hektar och dess största längd är 100 meter i öst-västlig riktning.